# Callogorgia elegans
Callogorgia elegans is een zachte koraalsoort uit de familie Primnoidae. De koraalsoort komt uit het geslacht Callogorgia. Callogorgia elegans werd in 1870 voor het eerst wetenschappelijk beschreven door Gray. 